# Renaissance St. Louis Grand Hotel
Le Renaissance St. Louis Grand Hotel est un hôtel du district historique de Washington Avenue dans le centre-ville de Saint-Louis dans le Missouri.
À l'origine, il s'agit d'un hôtel des Statler Hotels (en). Entre 1966 et 1987, il est nommé Gateway Hotel d'après la Gateway Arch.